# Jmenuji se Martina
Jmenuji se Martina je román pro děti a mládež, jehož autorkou je česká spisovatelka Ivona Březinová. Kniha byla vydána v roce 2003 nakladatelstvím Albatros Media. Jedná se o 3. knihu ze série Holky na vodítku. Část vyprávění je psána formou deníku.
Příběh je o dívce Martině, která trpí mentální anorexií a později bulimií. Od mala vyrůstala pouze se svojí matkou, jež jí vychovávala k tomu, aby nebyla tlustá. Matka totiž problémy se svými partnery a veškeré neúspěchy svádí na svoji tloušťku, a proto by měla být pro Martinu odstrašujícím případem, nechce snad aby i ona skončila osamělá a nešťastná. Martina ji tedy poslouchá a nepřetržitě drží diety, odmítá sladké a ačkoliv ví, že to, co dělá není správné, nedokáže si pomoci. Nakonec se díky odmítání jídla dostane do psychoterapeutické léčebny.

## Děj
Román Jmenuji se Martina z trilogie Holky na vodítku vypráví o Martině, která propadla bulimii. Žila sama s matkou a od raného dětství ji bylo vtloukáno do hlavy, aby neskončila tlustá. Odrazujícím případem měla být sama matka, jelikož byla nešťastná a osamělá. Nakonec skončila v léčebně, kde je vyzvána, aby si vedla psychoterapeutický deník. Martina poslechne a deník si vede formou rozhovoru s matkou, která ji nejvíce poznamenala.
Vzpomíná, jak se máma vždy pohybovala mezi dvěma extrémy. Když si hledala přítele, držela drastické diety. Naopak, jakmile se s ní muž rozešel, utápěla se v depresích a přejídala se k prasknutí. Martina byla nucena s matkou držet krok. Jako malá zažila období, kdy jí matka kontrolovala a odmítala jí dát si cokoliv sladkého, bohužel za to sklidila posměch spolužáků. Později s matkou jedly tak nezdravě, že přibraly obě.
Nejhorší vzpomínky má na období, kdy si máma našla přítele Richarda. Musela jim vařit, chodit pro alkohol do hospody, kde si samozřejmě vyslechla nemístné poznámky od opilých mužů.  I Richard ji dokonce nejednou poplácal po zadku. Myšlenky na dokonalou postavu a vůle zhubnout se v Martině zrodila nejvíce v této době. Závěrem tohoto nejhoršího období byl matčin pokus o sebevraždu, kdy ji Richard opustil kvůli jiné ženě.
Po tomto incidentu se o ní začala starat babička. Martina pod vlivem stresu téměř přestala jíst a hodně zhubla. Zamlouvalo se jí, že má svoji váhu „pod kontrolou“ a bude opakem své obtloustlé a nešťastné matky. Postupem času se v její hlavě ale budovala psychická nemoc zvaná anorexie. Dospěla do fáze, kdy jídlo vyhazovala, plivala sousta do ubrousků a lhala o svém stravování. Když se problémy s příjmem potravy dostaly na povrch, byla už Martina na pokraji života. Byla převezena do nemocnice, kde jí okamžitě podali nitrožilní výživu.
V nemocnici se ji poté snažili přivést k rozumu a na zdravou formu stravování. I přestože jiné děvče právě tady na stejnou nemoc zemřelo. Martina ale našla nový a „lepší“ způsob stravování. Jídlo může zvracet a pak nepřibere. Když ji z nemocnice propustili, chodila už na střední, kde si jídlo vychutnávala, ale moc dlouho v ní nezůstalo.
Později po nástupu do psychiatrické léčebny, se Martina seznamuje s Ester a Alicí, jež jsou v prvních dvou dílech série Holek na vodítku.  Martině se líbí praktikant psychologa Michal a zdá se, že to je vzájemné. Stydí se před ním za své přejídání se a následné zvracení. Až Michal ji ukáže, jak se dívat na svět a sebe samu z jiného úhlu pohledu.
Michal také ví o jejím vztahu s matkou, která za Martinou nikdy nepřijela. Po měsíci správného chování jí Michal připraví dárek v podobě návštěvy babičky a maminky. Od té doby vše spěje ke šťastnému konci.

## Postavy

### Hlavní postavy:
- Martina – osamělá, bulimička, smutná
- Matka – nepříjemná, vztahovačná, silnější postavy
- Michal – hodný, nápomocný

### Vedlejší postavy:
- babička – laskavá, starostlivá, podporující
- psycholog – empatický
- ostatní pacienti léčebny

## Přijetí díla
Dle dostupných recenzí bylo dílo přijato velmi kladně. Příběh o Martině sklidil na webu www.cbdb.cz hodnocení 83 %. Uživatelka Miama se k příběhu vyjádřila slovy: „Téma je opravdu zajímavé a v mnoha směrech poučné. Bohužel mne zklamal sladký konec. Myslím si, že princ na bílém koni do takovýchto příběhů nepatří a holky na vodítku mají ve skutečnosti mnohem těžší najít pevný bod a odrazit se ode dna.“  Naopak Sadie má na knihu lehce odlišný názor: „Dávám plné hodnocení, poněvadž problematika, která se v knize řeší, je dle mého velmi dobře podána (hlavně pak pro mládež). Kniha je čtivá, svižná a Březinová povedeně ukazuje, jak moc nás dokáží komplexy vlastních rodičů zničit, a ty si neseme třeba i po celý život. Proto knihu nedoporučuji jenom pro dospívající, ale každému.“
Na webu Databazeknih.cz se v komentářích objevuje chvála: „Považuji tuhle knížku za nejužitečnější na světě. Jednak mi zachránila dceru, druhak mi také ukázala, jak mám k některým věcem správně přistupovat. Paní Březinová je paní spisovatelka a také veliká odbornice na lidskou duši.“ Celkově na webu obdržela více než pět set hodnocení, z nichž vyšlo procentuální ohodnocení 86 %. Jako „výborný příběh pro náctileté...“ charakterizuje knihu recenze od Kristeen na serveru Megaknihy.cz. I zde u čtenářů sklidila kniha úspěch. I na webovém portálu Knihydobrovsky.cz se setkal příběh s kladným ohlasem.
Autorka závěrečné práce Jazykové prostředky v triptychu Ivony Březinové Lenka Strejcová vnímá, jak hluboce kniha zasahuje city čtenáře. Sleduje též snahu rozvoje fantazie. Domnívá se, že „autorka napsala dílo, jež je poutavé a především přístupné dnešním teenagerům. Povedlo se jí vystihnout mluvu dnešní mládeže a tím umožnila mnohým mladým čtenářům ztotožnit se s hrdinkami jednotlivých příběhů.“ Příběh dle ní obsahuje i výchovnou funkci, jež je ale dobře skryta za napínavým a čtivým příběhem.